# Lac Ma Vallée
Le lac Ma Vallée est un lac artificiel situé à Mont Ngafula, dans le quartier Kimwenza, à Kinshasa, en République démocratique du Congo, connu depuis l'époque 
coloniale comme un lieu de loisir, de sport et de détente.

## Toponymie

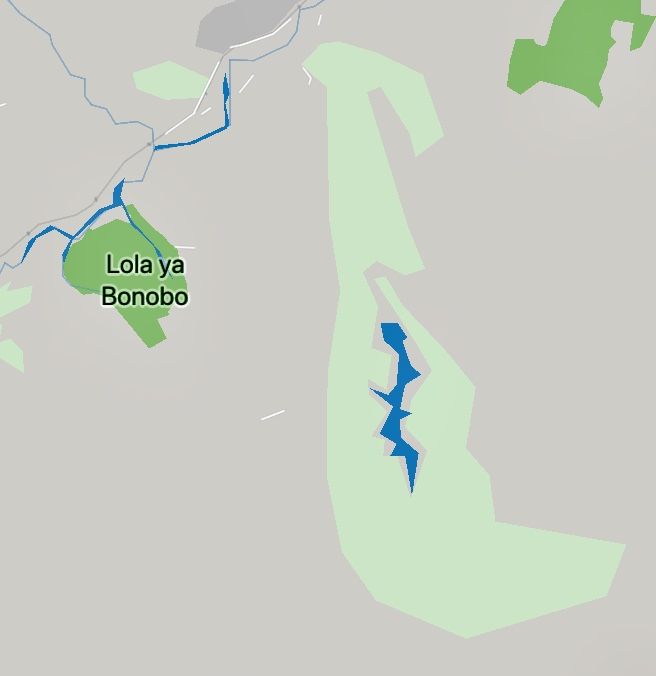
Carte du lac Ma Vallée.

Il s'appelle « Ma Vallée » parce qu'il se trouve sur une propriété privée (« Ma ») dans la vallée de la rivière Lukaya (« Vallée »). Cette vallée de la Lukaya est en outre empruntée par la ligne de chemin de fer Matadi-Kinshasa - une ligne de chemin de fer historique (1898) qui est encore active aujourd'hui, quoique beaucoup moins qu'au temps du Congo belge,. Pour arriver au lac, il faut d'ailleurs passer en face de la gare de Kimwenza et traverser le chemin de fer en question, quelques mètres avant de traverser la rivière.

## Géographie
Le lac Ma Vallée se situe au sud-ouest de la ville de Kinshasa, dans la commune de Mont Ngafula, quartier Kimwenza, dans la vallée de la Lukaya, à 30 kilomètres du centre ville (Gombe), à une altitude de 348 mètres. 
Le lac Ma Vallée est situé dans l'un des derniers vestiges de la forêt primaire à cet endroit du pays. Il est relativement profond pour un lac artificiel : 22 mètres. Vu du ciel, il ressemble à un dragon.
Du centre ville, il faut prendre la route de Matadi (N1) en direction de Matadi et la quitter à Kimwenza ; prendre la route de la gare jusqu'à la gare elle-même ; traverser le pont qui se trouve sur la rivière Lukaya, puis la voie ferrée ; prendre la piste à main droite jusqu'à l'entrée du parc. Il n'y a qu'une entrée, elle se situe au nord. Pendant la saison des pluies, seul un véhicule 4X4 peut passer sans encombre.

## Histoire

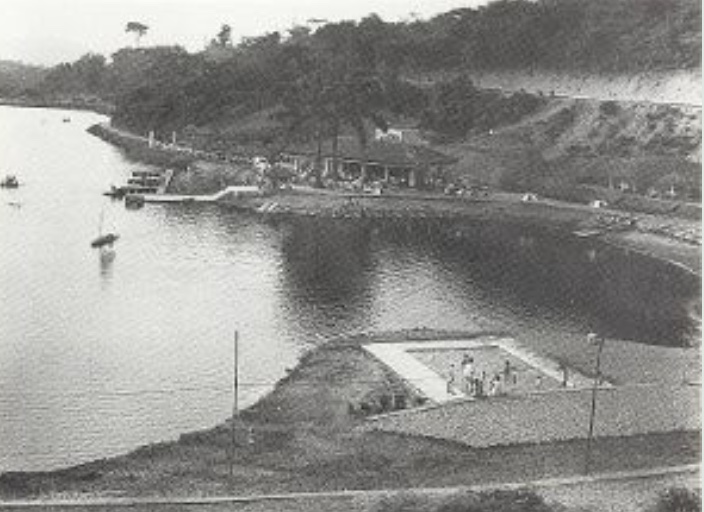
Le lac Ma Vallée en 1950.

Le lac fut creusé et aménagé pendant la Seconde Guerre mondiale par un expatrié sur un terrain qu'il avait acheté en 1939. Dans les années 1950, le lac était très populaire parmi les Belges et les touristes. Dans les années 1960, le propriétaire se fit assassiner par des militaires avec qui il avait eu un différend. Son fils reprit l'affaire mais fut aussi assassiné (à nouveau par des militaires) quelques mois plus tard. 

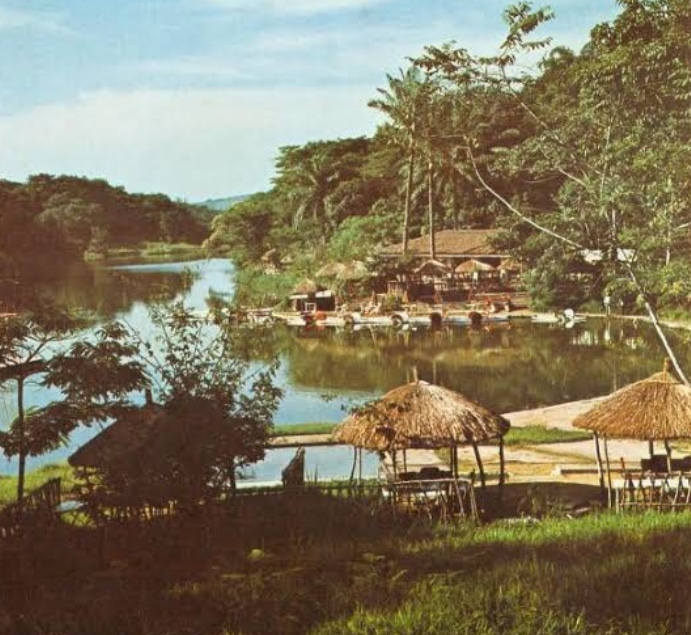
Le lac Ma Vallée dans les années 1970.

La sœur de ce monsieur décida alors de donner la concession à l'Église catholique (CENCO : Conférence Épiscopale Nationale du Congo). Depuis lors, le lac est géré par les religieux. À la suite de plusieurs incidents, ils décident de louer le site à une entreprise appelée « Africa Park Aventure », au courant des dernières réglementations en matière de sports nautiques, afin d'assurer la sécurité des personnes se rendant sur place.

## Tourisme
Situé à une heure de route,
 du centre ville de Kinshasa, le lac Ma Vallée est un endroit propice à la randonnée en pleine nature. Le tour complet du lac est de 6 kilomètres. On y fait également du pédalo et du kayak,. La baignade n'est pas autorisée en raison de la profondeur (22m) et en raison de la présence de micro-organismes potentiellement pathogènes dans l'eau (voir section sur l'écologie ci-dessous).
Il est aussi possible de pêcher, et, depuis peu, de faire de la tyrolienne, des parcours acrobatiques en hauteur et du tir à l'arc. Un restaurant climatisé avec terrasse extérieure se trouve sur le site. Il en offre une vue panoramique.
Le lac Ma Vallée est l'attraction touristique la plus visitée de la ville des années 1950 à très récemment. C'est vers 2005 qu'il prend la deuxième place, derrière le parc animalier lola ya bonobo, qui se trouve à quelques centaines de mètres à peine, à vol d'oiseau. De nombreux touristes décident d'ailleurs de visiter les deux sites le même jour,,.
TripAdvisor, notamment, a choisi la photographie du lac Ma Vallée pour représenter la ville de Kinshasa. Ce n'est pas fortuit : Lola ya bonobo a ouvert ses portes au grand public en 2004, le lac Ma Vallée est ouvert depuis les années 1940 (60 ans de plus). Le lac Ma Vallée, par sa longue histoire, représente la ville plus intimement que ses autres attractions.

## Écologie
Le lac Ma Vallée constitue l'une des réserves de la biodiversité kinoise au sud-ouest de la ceinture verte entourant la ville. Il est menacé par la population locale qui coupe les arbres pour en faire du charbon de bois. La CENCO (le propriétaire actuel) voudrait y créer un espace de recherche afin de faire comprendre aux populations l'importance des forêts, qui produisent l'oxygène indispensable à la vie, et de ce fait de le prémunir de sa fin imminente.

### Assecs
Depuis sa création en 1939, le lac n'a jamais été vidé, même en partie.

### Micro-organismes pathogènes
Une étude menée il y a 6 ans, en 2013, par une équipe de chercheurs dirigée par Paola M. Mwanamoki, en collaboration avec l'université de Genève, a découvert la présence d'« escherichia  coli » en concentration inquiétante dans certaines parties du lac,. Cette bactérie peut avoir des effets négatifs sérieux sur la santé humaine, surtout lorsque l'organisme est confronté à de fortes concentrations.

## Sanctuaire
Un sanctuaire est dédié à la Sainte Vierge aux bords du lac.

## Galerie

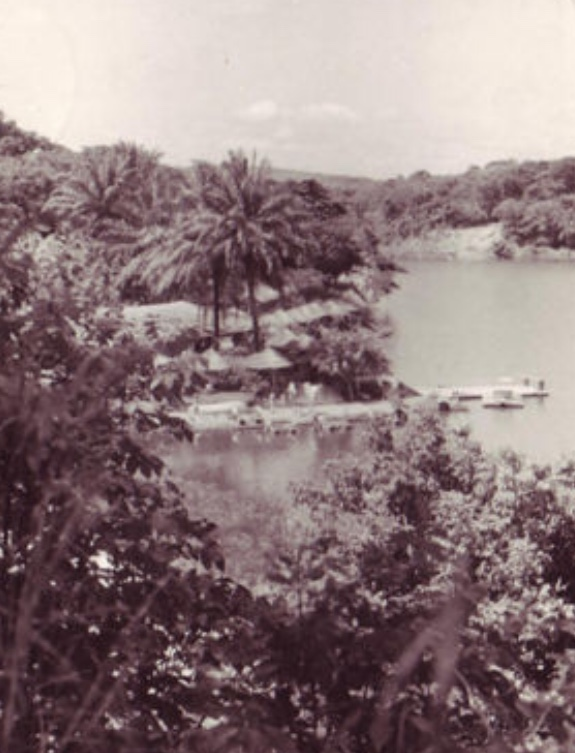
Lac Ma Vallée, carte postale de 1950.
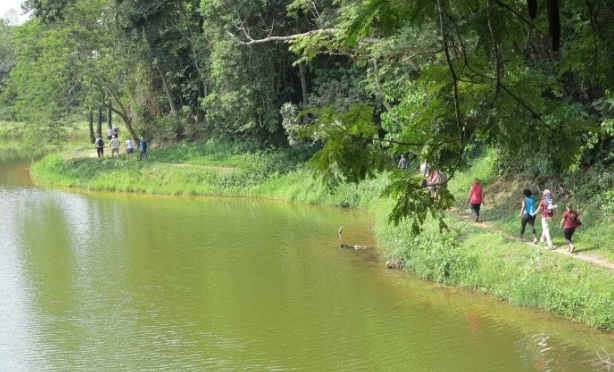
Tour du lac Ma Vallée à pied.
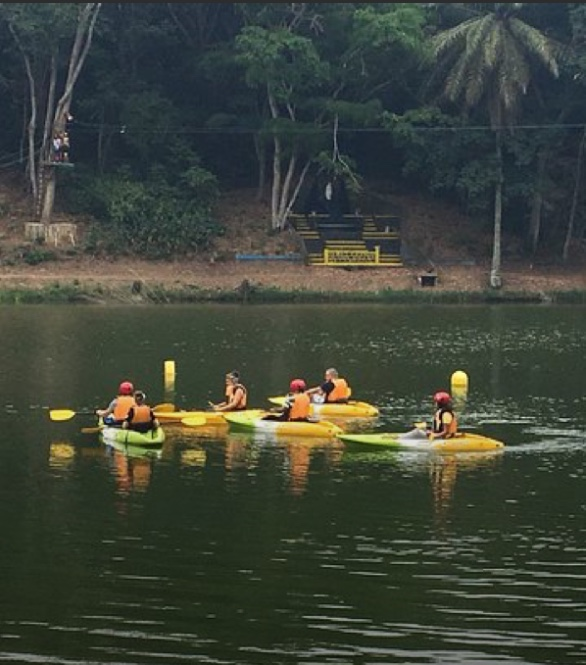
Kayak sur le lac Ma Vallée.
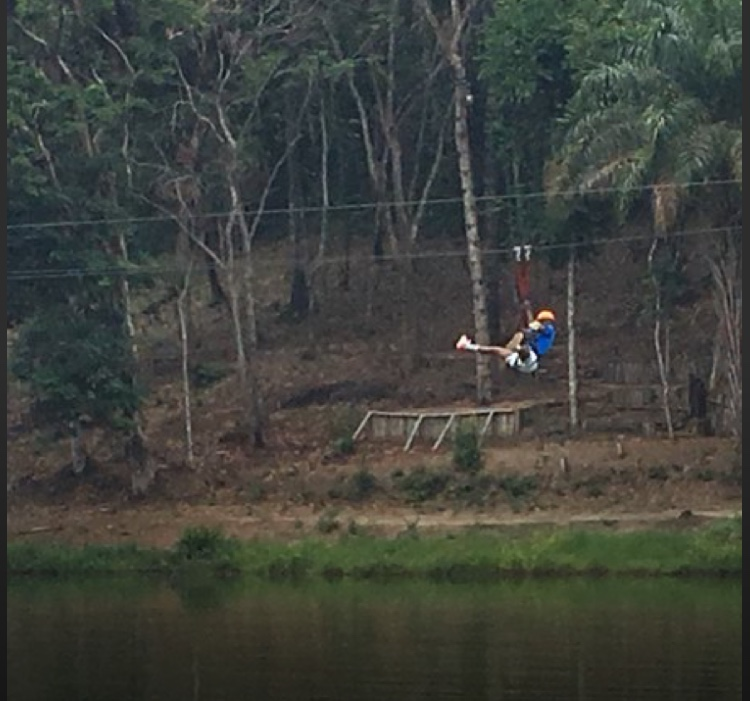
Tyrolienne au lac Ma Vallée.
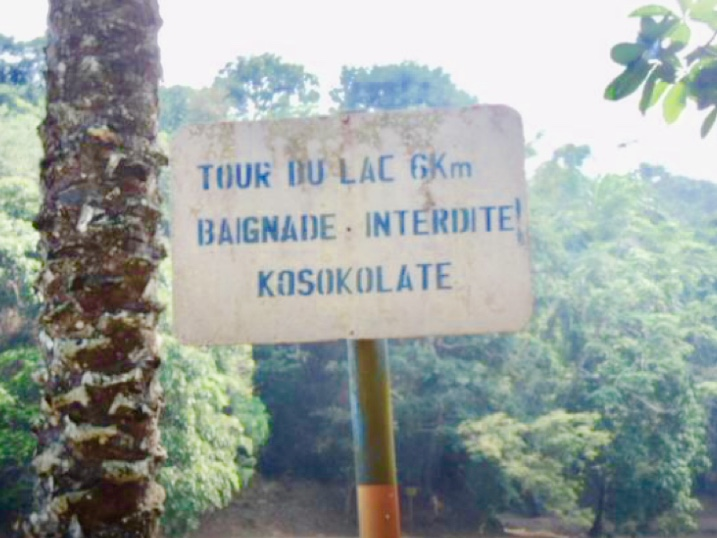
Baignade interdite[note 9] !
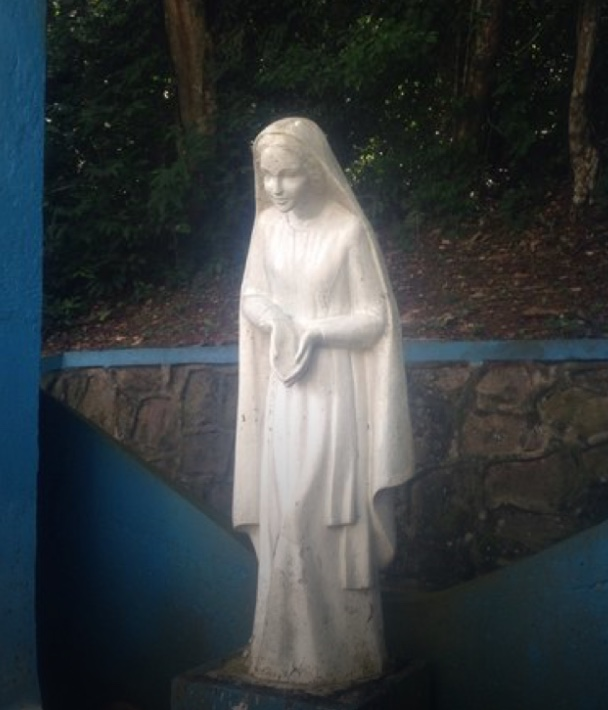
La Sainte Vierge protège le lac et invite à la contemplation.